# Dipodium hamiltonianum
Dipodium hamiltonianum là một loài thực vật có hoa trong họ Lan. Loài này được F.M.Bailey mô tả khoa học đầu tiên năm 1881.